# Zvezdana flota
U izmišljenom svetu Zvezdanih staza, Zvezdana flota je naučno-istraživačka i vojno-mirovna organizacija Ujedinjene Federacije Planeta. Njene operacije su pod kontrolom Predsednika i Veća Federacije, uz posredovanje Zapovedništva Flote, koje ima operativnu kontrolu.
Flota se, uz izuzetak nekih planeta koje odabiru imati i manju planetarnu vojsku, brine isključivo za sigurnost granica i teritorijalnog integriteta te života građana Federacije. Zvezdana Flota je na kraju ipak primarno naučna organizacija što dokazuje i pacifistički dizajn njihovih brodova. Flota uz brodove i naučnike, održava i 4-milionsku multi-rasnu mornaricu i redovnu profesionalnu vojsku.

## Misije
Zvezdana flota upravilja diplomatskim, istraživačkim i odbrambenim misijama.
U ranim danima Zvezdane Flota je bila namenjena isključivo i samo za istraživanje, to se promenilo posle Ksindi napada na Zemlju.

## Vrste u Zvezdanoj floti
Pored ljudi najčešće viđamo Vulkance. Na Enterprajzu NX od vanzemaljaca bio je jedan Denobulanac (dr.Phlox) i jedna Vulkanka (T’Pol).
U TOS-u brodovi uglavnom imaju mešane posade, ali to nije apsolutno pravilo. USS Intrepid ima posadu sačinjenu samo od Vulkanaca.
U TNG-u primećujemo prvog Klingonskog oficira u Zvezdanoj Floti. Takođe se vide i druge vrste kao što su Bolijanci i Betazoidi.
Da bi se neko priključio Zvezdanoj floti nije neophodno da bude stanovnik federacije. Ičeb na USS Vojadžeru je izrazio želju da uđe u Zvezdanu flotu.

## Spoljašnje veze
- Zvezdana flota na Успоменама Алфе - Viki Zvezdanih staza